# 蓋爾拉格莫爾島
蓋爾拉格莫爾島是蘇格蘭的島嶼，位於北尤伊斯特島附近的大西洋海域，屬於外赫布里底群島的一部分，面積0.55平方公里，最高點海拔高度10米，島上無人居住。
57°38′04″N 7°10′46″W / 57.63431°N 7.17948°W